# Tunnel di Hakkōda
Il tunnel di Hakkōda (八甲田トンネル Hakkōda Tonneru) è un tunnel ferroviario giapponese lungo 26,45 km situato al centro della prefettura di Aomori fra le stazioni di Shichinohe-Towada e di Shin-Aomori lungo la linea del Tōhoku Shinkansen e consente una velocità di 260 km/h. Il tunnel attraversa le montagne Hakkōda e collega il villaggio di Tenmabayashi con la città di Aomori.
Al momento della sua inaugurazione il tunnel era la più lunga galleria ferroviaria del mondo realizzata sulla terra ferma, ma solo due mesi dopo venne superato dall'apertura della galleria di base del Lötschberg in Svizzera. Tuttavia il tunnel del Lötschberg è a singolo binario per la maggior parte del suo tracciato, e questo rende il tunnel di Hakkōda la più lunga galleria ferroviaria a doppio binario in terra ferma del mondo.

## Storia
I lavori preminilari alla costruzione del tunnel iniziarono nel 1998, e gli scavi iniziarono l'anno seguente. Al completamento, il 27 febbraio 2005 il tunnel aveva sorpassato in lunghezza quello di Iwate-Ichinohe appartenente alla linea del Tohoku Shinkansen. L'inaugurazione è stata completata nel 2010 con l'estensione a Shin-Aomori del Tohoku Shinkansen.